# Кришталь Олександр Пилипович
Олекса́ндр Пили́пович Кришта́ль (4 вересня 1908 — 4 квітня 1985) — український ентомолог та еколог, професор (1961), доктор біологічних наук (1960). Двократний лауреат Державної премії УРСР в галузі науки і техніки (1976, 1987), нагороджений орденами Трудового Червоного Прапора та «Знак Пошани».
Батько академіка НАН України О. О. Кришталя.

## Життєпис
1932 закінчив Корсунський педагогічний технікум, 1935 року — Київський університет і відтоді навчався в аспірантурі та працював у цій установі. Його науковим керівником був О. Г. Лебедєв, певний вплив мав також В. В. Станчинський. Був одним з ініціаторів створення Канівського заповідника і його директором у 1939—40 і 1945—48 роках. Одночасно з цим протягом 1939—1960 років працював старшим науковим співробітником Інституту зоології імені І. І. Шмальгаузена НАН України. Очолював кафедру зоології безхребетних біологічного факультету Київського університету у 1960—1981 роках.

## Наукова діяльність

### Публікації

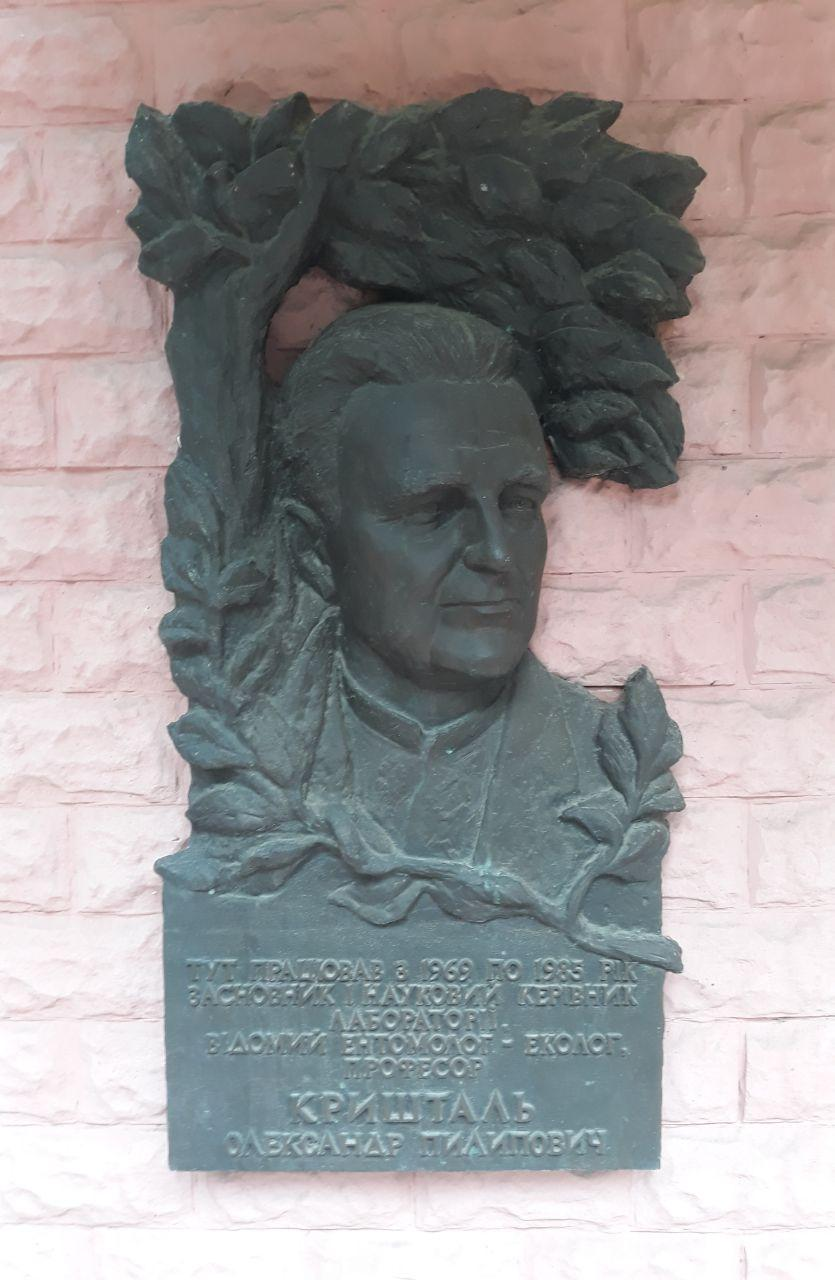
Пам'ятна дошка при вході до Інституту біології та медицини КНУ

- Кришталь О. П. Канівський біогеографічний заповідник // Зб. пр. Канівського біогеограф. зап. — 1947. — Т. 1, в. 1. — 152 с.
- Кришталь О. П. Ентомофауна ґрунту та підстилки в долині середньоï течіï р. Дніпра. — Киïв, 1956. — 423 c.
- Костюк Ю. О., Долин В. Г., Мамонтова В. О., Петруха О. Й., Лившиц И. З., Кришталь А. П., Васильєв В. П. Вредители сельскохозяйственных культур и лесных насаждений / Монография в трёх томах — 1973—1975 рр.